# Lemki
Lemki (rusinsko Лeмкы, Lemkŷ, poljsko Łemkowie, ukrajinsko Лемки,  Lemki) so etnična skupina, naseljena v regiji Lemko (rusinsko  Лемковина, Lemkovina, ukrajnsko Лемківщина, Lemkivščina) v Karpatih in Zakarpatju od Ukrajine in Slovaške do Poljske.
Njihova narodna pripadnost je sporna. Nekateri Lemke štejejo za podskupino Rusinov in jih imenujejo tudi Karpato-Rusini ali Karpato-Ruteni, drugi pa za podskupino Ukrajincev. V druge karpatske etnične skupine, ki se štejejo za Rusine in/ali Ukrajince, spadajo Bojki in Huculi. Člani teh skupin so v zgodovini dobivali tudi druga imena, kot so Verhovinci (Gorjani). 
Prebivalci karpatskega visokogorja, ki govorijo isto narečje, se v različnih državah imenujejo različno, predvsem zaradi državnega šolstva in medijev. Prav tako lahko ista skupnost sčasoma spremeni svojo prednostno pripadnost. Na Slovaškem, na primer,  se je med popisoma prebivalstva leta 1991 in 2001 število oseb, ki so se opredelile za Ukrajince, zmanjšalo za 2.467 oseb (18,6 %), medtem ko se je število tistih, ki so se opredelili za Rusine, povečalo za 7.004 (40,6 %). Pri tem ni jasno, ali gre za  iste osebe, ki so zamenjali svojo pripadnost ali za mlade anketirance, ki so prvič izbirali svojo pripadnost ali za priseljence. Pri tem je treba upoštevati tudi to, da kategorije "Lemko" med anketnimi vprašanji ni bilo. V Ukrajini skoraj vsi Lemki govorijo lemško in standardno ukrajinsko (po ukrajinskem popisu prebivalstva leta 2001). Ukrajina, za razliko od sosednjih držav, zanika Lemkom ločen etnični in jezikovni status.  V popisu prebivalstva na Poljskem leta 2011 se je za Lemke opredelilo 11.000 oseb, od tega za Lemke 6.000, za Lemke/Poljake 4.000 in za Lemke/druge 1.000 oseb.

## Ozemlje
Domovina Lemkov se običajno omenja kot Lemkovina ali Lemkovščina (rusinsko  Лeмкoвина, Lemkovina, ukrajinsko Лeмкiвщина, Limkovščina, poljsko Łemkowszczyzna). Do leta 1945 je v Lemkovino spadalo ozemlje od reke Poprad na zahodu do doline reke Oslawa na vzhodu, se pravi predvsem v sedanji Poljski v Malopoljskem in Podkarpatskem vojvodstvu. Ta del Karpatov je večinoma izkrčen, kar je omogočalo agrarno gospodarstvo in tradicionalne poklice, kot sta paša goveda in ovac.
Lemkovina je v srednjeveškem obdobju Pjastov postala del Poljske, leta 1772 pa 
del avstrijske province Galicije. Kot taka je ostala do razpada Avstro-Ogrske leta 1918, ko je Lemkovsko-Rusinska republika razglasila svojo neodvisnost. Neodvisnost ni trajala dolgo in republika je bila leta 1920 vključena v Poljsko.
Zaradi prisilne deportacije Ukrajincev iz Poljske v Sovjetsko zvezo po drugi svetovni vojni je bila večina Lemkov na Poljskem preseljena iz njihove zgodovinske domovine na prej nemška ozemlja v severozahodni Poljski ali v Ukrajinsko sovjetsko socialistično republiko. Na zemlji svojih prednikov živijo samo še Lemki v Prešovskem okraju v današnji Slovaški, in nekaj Lemkov, ki so se preselili v svojo domovino v poznih 1950. letih in pozneje. Lemki so/so bili sosedje Slovakov, Karpatskih Nemcev in Sącz Lachov (Poljakov) na zahodu, Pogorčanov (Poljakov) in Dolinov (podskupina Rusinov) na severu, Ukrajincev na vzhodu in Slovakov na jugu.

## Zgodovina
Izvor Lemkov razlaga več hipotez, vendar imajo, tako kot vsi Rusini, najverjetneje raznoliko etnogenetsko poreklo. Lemki in drugi Karpato-Rusini veljajo za potomce srednjeveških Belih Hrvatov, prizadetih zaradi priseljevanja Slovakov pod vplivom Rusinov,  in Vlahov v 14. in 15. stoletju.
Lemkija je v času poljske srednjeveške dinastije Pjastov postala del Poljske, vendar je bila pogosto predmet spora s sosednjo Kijevsko Rusijo. Mesto Sanok, na primer, ki je takrat pripadalo Poljski, je leta 981 osvojil Vladimir I. Kijevski. Leta 1018 je bil vrnjen Poljski, leta 1031 nazaj Kijevski Rusiji in leta 1340 (Kazimir III.) nazaj Poljski. Mesto Sanok je bilo prvič omenjeno v Ipatski kroniki  leta 1150. Lemki so po delitvi Poljske leta 1772 postali etnična manjšina v avstrijski provinci Galicija in Londomerija. Množično izseljevanje s tega ozemlja na zahod zaradi ekonomskih razlogov se je začelo v poznem 19. stoletju. Po prvi svetovni vojni so Lemki ustanovili dve kratkotrajni republiki, rusofilsko Lemkovsko-rusinsko republiko na zahodu Galicije, in ukrajinofilsko republiko Komancza.
Ocenjuje se, da je v poljskem delu Lemkije leta 1939 živelo okoli 130.000 do 140.000 Lemkov. Depopulacija teh dežel se je zgodila s prisilno preselitvijo, sprva v Sovjetsko zvezo približno 90.000 ljudi in kasneje v na novo pridobljene zahodne dežele Poljske približno 35.000 ljudi v operaciji Visla v poznih 1940. letih. To dejanje je odredila država, da bi odstranila civilno prebivalstvo, ki bi lahko podprlo gverilce v  vojni, ki jo je vodila Ukrajinska uporniška vojska na jugovzhodu Poljske.
Približno 5000 lemkovskih družin se je med letoma 1957 in 1958 vrnilo v svoje domače regije na Poljskem. Pravica do vrnitve jim je bila uradno podeljena leta 1956. Lemkovsko prebivalstvo v poljskem delu Lemkovine danes šteje le okoli 10.000–15.000 oseb. Približno 50.000 Lemkov živi v zahodnem in severnem delu Poljske, kamor so bili preseljeni v nekdanje nemške vasi na območjih, ki so bila predana Poljski. Med temi se je v popisu leta 2002 za Lemke opredelilo 5863 ljudi. Na Poljskem daj prebiva verjetno okoli 60.000 etničnih Lemkov. V Lemkovini živijo v vaseh Łosie, Krynica-Zdrój, Nowica, Zdynia, Gładyszów, Hańczowa, Zyndranowa, Uście Gorlickie, Bartne, Binczarowa in Bielanka. Drugje jih je mogoče najti v Mokrem, Szczawni, Kulaszni, Rzepedźu, Turzańsku, Komańczi, Sanoku, Nowy Sączu in Gorlicah.
Leta 1968 je bil v Zyndranowi odprt muzej na prostem, posvečen kulturi Lemkov, v Zdyniji pa se vsako leto prireja festival Lemkov.

## Jezik
Slovanska narečja Srednje Evrope tvorijo, ali so pred standardizacijo tvorila, narečni kontinuum z nejasnimi mejami med sosednjimi različicami. Vprašanje jezikovnih meja postalo kontroverzno politično vprašanje po razpadu Avstro-Ogrske in pozneje Sovjetske zveze na nacionalne države, od katerih je imela vsaka samo en uradni jezik. Lemkovska narečja si delijo številne značilnosti z drugimi karpatskimi narečji, ki jih zunanji jezikoslovci pogosto združujejo v rusinski jezik. Mnogo Ukrajincev kljub temu  meni, da je rusinščina kot celota, vključno z lemščino, narečje ukrajinščine. Lemki se nagibajo k temu, da svoj jezik imenujejo preprosto "lemški" in ne ukrajinski ali rusinski.
Na lemkovsko narečje so močno vplivali jeziki sosednjih ljudstev in vladajoče elite. Lemški govor vključuje nekatere vzorce, ki se ujemajo s poljskim in slovaškinm jezikm, zato ga nekateri imenujejo prehodno narečje med poljščino in slovaščino. Nekateri celo menijo, da je lemško narečje v vzhodni Slovaški narečje slovaškega jezika.
Metodyj Trochanovskij je leta sestavil Lemkovski abecednik (Perša knyžečka dlja narodnŷch škol, 1935) in Prvo berilo (Druha knyžečka dlja narodnŷch škol, 1936) za rabo v šolah na lemkovsko govorečem območju Poljske. Leta 1934 je bila lemkovščina uvedena kot učni jezik v šolah v Lemkovini. Učenci so se učili iz učbenikov, ki jih je pripravil Trochanovskij in izdala Državna založba. Tik pred izbruhom druge svetovne vojne so poljske oblasti te učbenike nadomestile z ukrajinskimi. Pomembna terenska dela o lemkovskem narečju je opravil poljski jezikoslovec Zdzisław Stieber pred njihovim razpršitvijo.
Po podatkih Centralnega statističnega urada Poljske so v šolskem letu 2010–2011 lemkovščino poučevali kot prvi jezik v dvajsetih osnovnih šolah in medšolskih skupinah ter v desetih šolah in medšolskih skupinah na nižji srednji stopnji, kjer je pouk obiskovalo 188 učencev.
V poznem 20. stoletju so nekateri Lemki/Rusini, predvsem izseljenci z območja južnih pobočij Karpatov v današnji Slovaški, začeli kodificirati standardno slovnico lemškega narečja, ki je bila predstavljena 27. januarja 1995 v Prešovu, Slovaška. Leta 2013 je Peter Krynyckij v lemkovščino prevedel slavni roman Mali princ.

## Vera
Pomemben vidik kulture Lemkov je njihova globoka zavezanost bizantinskemu krščanstvu, ki je bilo vzhodnim Slovanom predstavljeno iz Bizanca prek Moravske s prizadevanji svetih Cirila in Metoda v 9. stoletju. Prvotno so se Lemki držali pravoslavja, a so v 17. stoletju, da bi se izognili latinizaciji, sklenili Brestovsko  unijo z Rimskokatoliško cerkvijo.
Večina Lemkov je danes katoličanov vzhodnega ali bizantinskega obreda. Na Poljskem pripadajo Ukrajinski grškokatoliški cerkvi z rimskokatoliško manjšino ali Rusinskokatoliški cerkvi na Slovaškem. Precejšnje število Lemkov  pripada vzhodni pravoslavni cerkvi. S prizadevanji mučeniškega duhovnika, očeta Maksima Sandoviča, ki ga je Poljska pravoslavna cerkev v 1990. letih razglasila za svetnika, je bilo v zgodnjem 20. stoletju vzhodno pravoslavje ponovno uvedeno na mnoga lemška območja, ki so stoletja pred tem sprejela Brestovsko unijo.
Značilen arhitekturni slog lesenih lemkovskih cerkva je postavitev najvišje kupole cerkvene stavbe ob vhodu v cerkev, v nasprotju s sosednjimi subetničnimi skupinami, kot so Bojki, ki postavljajo najvišjo kupolo v sredini cerkve. Oboje cerkve imajo po tri kupole s številnimi napušči.

## Opomba
1. ↑  Vpisani kot Rusini.